# International Ornithological Congress
International Ornithological Congress (IOC) är den äldsta och mest omfattande internationella serien med möten för ornitologer. Kongressen organiseras av International Ornithological Committee, en grupp med ungefär 200 ornitologer. Den första kongressen hölls i Wien den 16-23 april 1884 där man bland annat avhandlade ett förslag till en internationell fågelskyddslag och ett förslag om att upprätta ett nätverk av fågelstationer över hela jorden. Man avhandlade även tamhönsens härstamning och möjligheterna att höja standarden inom fjäderfäavel. Följande kongresser hölls oregelbundet fram till 1926, och därefter har de hållits var fjärde år, förutom två uteblivna kongresser under och direkt efter andra världskriget. 

## Lista
- 1884 - Wien, Österrike
- 1891 - Budapest, Ungern
- 1900 - Paris, Frankrike
- 1905 - London, Storbritannien
- 1910 - Berlin, Tyskland
- 1926 - Köpenhamn, Danmark
- 1930 - Amsterdam, Nederländerna
- 1934 - Oxford, Storbritannien
- 1938 - Rouen, Frankrike
- 1950 - Uppsala, Sverige
- 1954 - Basel, Schweiz
- 1958 - Helsingfors, Finland
- 1962 - Ithaca, New York, USA
- 1966 - Oxford, Storbritannien
- 1970 - Haag, Nederländerna
- 1974 - Canberra, Australien
- 1978 - Berlin, Tyskland
- 1982 - Moskva, Sovjetunionen
- 1986 - Ottawa, Kanada
- 1990 - Christchurch, Nya Zeeland
- 1994 - Wien, Österrike
- 1998 - Durban, Sydafrika
- 2002 - Peking, Kina
- 2006 - Hamburg, Tyskland
- 2010 - Campos do Jordão, Brasilien
- 2014 - Tokyo, Japan
- 2018 - Vancouver, Kanada